# Chiesa di San Rocco (Santa Fiora)
La chiesa di San Rocco è un edificio sacro situato nel comune di Santa Fiora.

## Storia e descrizione
La piccola chiesa, risalente al 1529 e recentemente restaurata, si trova a est di Santa Fiora, immersa nei castagni nei pressi della frazione di Marroneto.
Presenta una facciata a capanna intonacata decorata da un portale d'accesso in stile rinascimentale con timpano triangolare.